# Monaeses greeni
Monaeses greeni là một loài nhện trong họ Thomisidae.
Loài này thuộc chi Monaeses. Monaeses greeni được Octavius Pickard-Cambridge miêu tả năm 1899.